# Wolfgang Venohr
Wolfgang Horst Walter Venohr (* 15. April 1925 in Berlin; † 26. Januar 2005 ebenda) war ein deutscher Journalist und Schriftsteller.

## Leben

### Vor 1945

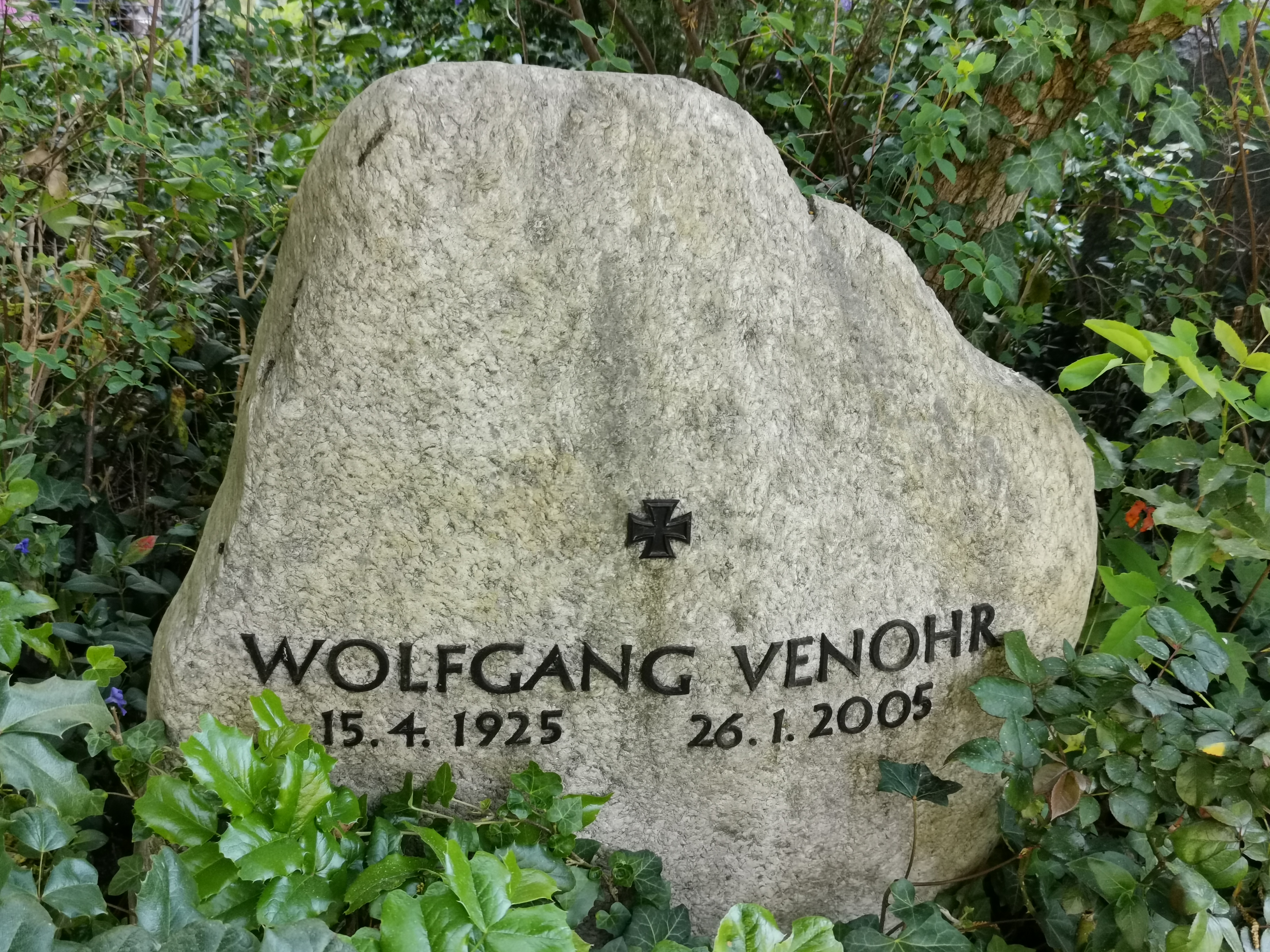
Grabstelle auf dem Friedhof Berlin-Schmargendorf

Laut eigenen Angaben wuchs Venohr in Berlin-Reinickendorf auf. Sein Vater war ein früher Nationalsozialist aus der Kampfzeit der Hitler-Bewegung, der Anfang 1930 in die Berliner-SA eintrat. Nach dem Überfall auf Polen wurde sein Vater zusammen mit der Familie als Werbeleiter zu den städtischen Gas-, Wasser- und Elektrizitätswerken ins durch Deutschland besetzte Posen versetzt. Dort besuchte Venohr, 15-jährig, ab April 1940 das Staatliche Gymnasium zu Posen.
Im Mai 1941, mit 16 Jahren, meldete sich Wolfgang Venohr freiwillig zur Leibstandarte SS Adolf Hitler der Waffen-SS und kämpfte dort ab 1942 mit der 1. SS-Panzer-Division. Er diente zuletzt als Untersturmführer dem SS-Grenadier-Regiment 86 »Schill«. Venohr wurde bei Kriegsende verletzt gefangen genommen und verbrachte die Zeit vom 15. Mai bis zum 15. Juli 1945 im Lazarett Ladelund. Danach war er als Kriegsgefangener im ehemaligen Konzentrationslager KZ Neuengamme interniert.

### Nach 1945
An der FU Berlin studierte Venohr nach dem Krieg Geschichte und Germanistik und wurde 1954 mit seiner Arbeit Die operative Führung General Ludendorffs im Spiegel der deutschen Fachkritik promoviert. Darauf folgte die Tätigkeit als Volontär und Redakteur bei den Nürnberger Nachrichten sowie als Verkaufsleiter bei der UFA-Werbefilm und Chefdramaturg bei der Fernsehgesellschaft der Berliner Tageszeitungen.
In den 1960er Jahren war Venohr Berlin-„Korrespondent“ von Wolf Schenkes „national-neutralistischen“ Zeitschrift Neue Politik. In dieser Zeitschrift legte er 1963 einen „Stufenplan einer Deutschen Konföderation“ dar, den er in den 1980er Jahren wieder aufnahm.
Ab 1965 war er langjähriger TV-Chefredakteur (Stern TV, Lübbe) sowie ein erfolgreicher Film- und Buchautor. Später lebte er als freier Journalist und Publizist in München und Berlin.
Zentrale Themen Venohrs waren die Geschichte Preußens und der militärische Widerstand gegen Adolf Hitler. 1974 produzierte Venohr zusammen mit dem Historiker Heinz Höhne eine dreiteilige Serie über die Waffen-SS für Stern-TV, die in der ARD ausgestrahlt wurde. Venohr verteidigte die Serie gegen den Vorwurf des Geschichtsrevisionismus, der insbesondere von Rupert Neudeck in der katholischen Zeitschrift Funkkorrespondenz erhoben wurde: „Wir haben nie verhehlt, daß wir das Kollektivurteil über die Soldaten der Waffen-SS für falsch und ungerecht halten.“ Seine eigene Mitgliedschaft in der Waffen-SS schilderte Venohr in seinen 2002 erschienenen Memoiren Die Abwehrschlacht.
1982 brachte Venohr das Buch Die deutsche Einheit kommt bestimmt heraus, in dem er Autoren unterschiedlicher politischer Herkunft („von links bis rechts“) zusammenbrachte. Peter Kratz nannte diese und weitere entsprechende Publikationen „Querfront-Buch-Koalitionen“ und sah in Venohr einen herausgehobenen Protagonisten dieser Politik.
1989 gründete Venohr mit Hellmut Diwald, Günther Deschner und anderen den Straube-Verlag in Erlangen.
Mit Alfred de Zayas, Autor des Buches Die Wehrmacht-Untersuchungsstelle, thematisierte er 1983 Kriegsverbrechen der Alliierten in einer Dokumentarserie für die ARD. Im selben Jahr erschien ein zusammen mit Michael Friedrich Vogt produzierter zweiteiliger Film Warum die Deutschen Hitler wählten und Warum die Deutschen Hitler folgten.
Venohr verfasste Bestseller wie Preußische Profile (zusammen mit Sebastian Haffner) und Fridericus Rex, Der Soldatenkönig, Ludendorff, Napoleon in Deutschland, Erinnerung an eine Jugend, Die Abwehrschlacht, Stauffenberg und weitere Sachbücher über historische und politische Themen.
Der erste Teil seiner Jugenderinnerungen (Erinnerung an eine Jugend) erschien 1997. Laut Henning Schlüter „wimmelte“ es darin von mitunter komischen „pathetischen Gemeinplätzen“. Es erinnere „fatal an ein verstaubtes Wandervogel-Brevier“. Auf der Suche nach der fernen Jungvolkzeit sei Venohr „leider auf Abwege geraten“. Der zweite Teil der Jugenderinnerungen (Die Abwehrschlacht) erschien 2002 im Verlag der Wochenzeitung Junge Freiheit.
1987 bezeichnete ihn der Hintergrunddienst der SPD als „Rechtsradikalen“, der sich als Niekisch-Schüler sehe. Der Historiker Peter Brandt sprach dagegen in seinem Nachruf in der Jungen Freiheit von einem „eigenständigen Geist, dessen zugleich betont preußischer und schwarz-rot-goldener Nationalpatriotismus frei von besitzbürgerlicher Befangenheit und reaktionärem Spießertum“ gewesen sei.
Wolfgang Venohr starb im Januar 2005 im Alter von 79 Jahren in Berlin. Seine letzte Ruhestätte fand er auf dem Friedhof Schmargendorf.

## Schriften (Auswahl)
- Der kleine Adlerfeder. (Jugendbuch), 1965.
- Halb Preußen / Halb Sachsen. 1972.
- Brennpunkte Deutscher Geschichte. 1978.
- Aufstand in der Tatra. 1979.
- mit Sebastian Haffner: Preußische Profile. Königstein im Taunus 1980, ISBN 3-7610-8096-4.
- Dokumente Deutschen Daseins. 1980.
- Fritz der König. 1981.
- als Herausgeber: Die deutsche Einheit kommt bestimmt. 1982.
- Das Wunder an der Marne. 1982.
- Die deutsche Einheit kommt bestimmt. 1982.
- Ohne Deutschland geht es nicht. 1984.
- Fridericus Rex. Friedrich der Große – Porträt einer Doppelnatur. 1985.
- Stauffenberg. Symbol des Widerstands. 1987.
- Der Soldatenkönig. Revolutionär auf dem Thron. 1988.
- Aufstand der Slowaken. Der Freiheitskampf von 1944. 1992.
- Patrioten gegen Hitler. Der Weg zum 20. Juli 1944. 1994.
- Der große König. Friedrich II. im Siebenjährigen Krieg. 1995.
- Erinnerung an eine Jugend. 1997.
- Die Abwehrschlacht. Erinnerungen. 2002.

Außerdem verfasste er zahlreiche Beiträge in folgenden Blättern: Frankfurter Allgemeine Zeitung, Die Welt, Die Zeit, Bunte, Berliner Morgenpost, MUT, Neue Politik und Junge Freiheit.

## Auszeichnungen
- Jakob-Kaiser-Preis (1971)
- Josef-E.-Drexel-Preis für die Fernsehreihe Dokumente Deutschen Daseins (1979)